# ناقصة صغيرة
ناقصة صغيرة (الاسم العلمي:Amorpha nana) هي نوع نباتي يتبع جنس الناقصة من فصيلة البقولية.